# Mamadou Sy (football américain)
Pour les articles homonymes, voir Mamadou Sy et Sy.

Mamadou Sy, né le 7 janvier 1993, est un joueur français de football américain évoluant au poste de defensive tackle pour les Mousquetaires de Paris.

## Parcours
Sy a commencé à jouer au football américain en 2008 dans l'équipe jeune du Flash de La Courneuve en Seine-Saint-Denis. Lors de sa dernière saison junior en 2012, il remporte le championnat de France U19 avec le Flash. De plus, il fait partie de l'équipe nationale junior française lors du championnat du monde U19 au Texas. En 2013, lors de sa première saison avec l'équipe sénior, il devient vice-champion avec le Flash. Ensuite, il fait ses débuts en équipe nationale contre la Russie.
Pour la saison 2014, Sy rejoint les Berlin Adlers en GFL. Là-bas, il mène son équipe avec 15 plaquages pour perte de terrain et neuf sack dans les deux catégories. Avec les Adlers, Sy remporte l'Eurobowl XXVIII. Lors du championnat d'Europe 2014, il remporte la médaille de bronze avec l'équipe nationale française. Pour la saison GFL suivante, Sy est recruté par les New Yorker Lions de Brunswick. Il contribue à la victoire du German Bowl XXXVII et de l'Eurobowl XXIX. En 2015, il représente la France lors de la Coupe du monde de 2015. Sy joue également pour les Lions en 2016, défendant à la fois le titre de champion d'Allemagne et la victoire à l'Eurobowl. Au cours de ses deux années avec les Lions, il enregistre 105 plaquages, dont 45 pour perte de terrain et 19 sack, ainsi que quatre passes défendues en 29 matchs de GFL.
En 2017, Sy retourne en France pour jouer pour les Black Panthers de Thonon. Les Black Panthers sont battus par son ancienne équipe, le Flash de La Courneuve, dans le Casque de diamant, mais remportent le EFL Bowl IV au niveau international. Pour la saison GFL 2018, Sy rejoint les Berlin Rebels. Après la saison, il est sélectionné dans l'équipe All-Star de la GFL Nord, ayant mené son équipe en plaquages pour perte de terrain (14) et en sack (8). Pour la saison suivante, Sy est recruté par les Hildesheim Invaders, et une fois de plus, il est sélectionné dans l'équipe All-Star de la GFL Nord.
Au cours de la première saison de la European League of Football (ELF), Sy signe un contrat avec le Galaxy de Francfort sous la direction de l'entraîneur-chef Thomas Kösling et participe aux trois derniers matchs de la saison régulière. Avec le Galaxy, il atteint la finale ELF à Düsseldorf, remportant le titre avec une victoire de 32 à 30 contre les Hamburg Sea Devils. Dans la saison 2022, Sy fait partie de l'effectif initial du Galaxy. Au cours de la saison régulière, il démarre deux fois. En douze matchs, Sy enregistre 18 plaquages, quatre plaquages pour perte de terrain et un sack. De plus, il dévie deux passes et bloque un coup de pied. Le 10 novembre 2022, Sy est présenté, aux côtés du joueur de ligne offensive Mamoudou Doumbouya, comme le premier joueur de la nouvelle franchise ELF, les Mousquetaires de Paris,.

## Statistiques
Dernière mise à jour : 17 août 2025
| Total | Seul                   | Ast.  | Sack | TFL | Forcés | Rec. |     |      |   |   |
| 2021  | Francfort Galaxy       | ELF   | 5    | 8   | 2      | 6    | 0   | 0,5  | 0 | 0 |
| 2022  | Francfort Galaxy       | ELF   | 12   | 18  | 7      | 11   | 1   | 4    | 0 | 1 |
| 2023  | Mousquetaires de Paris | ELF   | 12   | 24  | 7      | 17   | 0,5 | 2,5  | 0 | 1 |
| 2024  | Mousquetaires de Paris | ELF   | 13   | 18  | 15     | 3    | 2   | 2,5  | 0 | 0 |
| 2025  | Mousquetaires de Paris | ELF   | 9    | 23  | 3      | 20   | 2   | 2    | 1 | 0 |
| Total | Total                  | Total | 51   | 91  | 34     | 57   | 5,5 | 11,5 | 1 | 2 |